# Алоис-Константин (9-й князь Лёвенштейн-Вертгейм-Розенберг)
Алоис-Константин, князь Левенштейн-Вертгейм-Розенбергский (полное имя: Алоис Константин Карл Эдуард Иосиф Иоганн Конрад Герхард Георг Бенедиктус Антонин Пий Евсевий Мария, Фюрст цу Левенштейн-Вертгейм-Розенберг) (нем. Alois Konstantin Fürst zu Löwenstein-Wertheim-Rosenberg; род. 16 декабря 1941, Вюрцбург, Бавария) — немецкий бизнесмен, 9-й глава медиатизированного княжеского дома Левенштейн-Вертгейм-Розенберг (с 23 августа 1990 года).

## Ранняя жизнь
Алоис родился 16 декабря 1941 года в Вюрцбурге. Пятый ребенок и единственный сын Карла, 8-го князя Левенштейн-Вертгейм-Розенберга (1904—1990), и его супруги, Каролины дей Конти Ригнон (1904—1975). 
У него были четыре старших сестры, Мария (жена эрцгерцога Иосифа Австрийского), Жозефина (жена Александра, князя Лихтенштейна), Моника (жена дона Хайме Мендеса де Виго и дель Арко) и Кристина (жена эрцгерцога Михеля Австрийского), и две младших сестры, Елизавета Алексадра (жена Хосе Марии Тренора и Супреса де Лезо) и Лиоба (жена Морица Ойгена, князя Эттинген-Эттингена). Алои и его сестры провели детство в Бронбахе, а Алоис учился в школе в Мильтенбурге.

## Карьера
Окончил Вюрцбургский университет со степенью в области права. После работы в нефтяной компании «Gulf Oil» в Питтсбурге он был директором немецких банков Merck Finck & Co. и LGT Group. Он является командором Ордена Гроба Господня, кавалером Ордена Золотого руна, а также членом правления папского фонда Centesimus Annus.

## Брак и дети
Алоис Левенштайн-Вертгейм-Розенберг женился на принцессе Анастасии Виктории Прусской (род. 14 февраля 1944), старшей дочери принца Хубертуса Прусского (1909—1950) и принцессы Магдалены Паулины Рейсской (1920—2009). Гражданская церемония бракосочетания состоялась 8 октября 1965 года в Бронбахе, а церковная — 8 ноября 1965 года в Эрбахе. Супруги проживают в замке Клайнхойбах. У них родилось четверо детей:
- Наследный принц Карл Фридрих (30 сентября 1966 — 24 апреля 2010), женат с 1998 года на Стефании, баронессе фон дер Бренкен (род. 21 апреля 1970), четверо детей
- Принц Хубертус (род. 18 декабря 1968), женат с 2010 года на баронессе Ирис фон Дорнберг (род. 3 мая 1969)
- Принцесса Кристина  (род. 27 сентября 1969), замужем с 2002 года за Гвидо фон Рором (род. 27 сентября 1969), четверо детей
- Принц Доминик (род. 7 марта 1983), женат с 2012 года на Ольге Грациэлле цу Кастель-Рюденгаузен (род. 31 января 1987)[2].